# Balticoblemma unicorniculum
Balticoblemma
Genre
Espèce
Balticoblemma unicorniculum, unique représentant du genre Balticoblemma, est une espèce fossile d'araignées aranéomorphes de la famille des Tetrablemmidae.

## Distribution
Cette espèce a été découverte dans de l'ambre de la mer Baltique, en Allemagne et en Russie. Elle date du Paléogène.

## Publication originale
- (en) Jörg Wunderlich, Fossil spiders (Araneae) of the superfamily Dysderoidea in Baltic and Dominican amber, with revised family diagnoses., vol. 3, coll. « Beiträge zur Araneologie », 2004, 633–746 p..